# 앨런 콜먼
앨런 콜먼(Alan Coleman, 1936년 12월 28일 ~ 2013년 12월 10일)은 영국계 호주인 TV 작가, 감독, 프로듀서다. 네이버스 등의 작품에 참가했다.